# شجرة الجنسنغ البنامية
شجرة الجنسنغ البنامية (الاسم العلمي:Dendropanax panamensis) هي نوع من النباتات تتبع جنس شجرة الجنسنغ من الفصيلة الأرالية.